# Nikolay Ivanovich Kuznetsov
Nikolay Ivanovich Kuznetsov (tiếng Nga: Николай Иванович Кузнецов; 27 tháng 7 năm 1911 - 9 tháng 3 năm 1944) là một điệp viên và du kích Liên Xô hoạt động tại Ukraina dưới thời Đức Quốc xã chiếm đóng (Reichskommissariat Ukraina) trong Thế chiến thứ hai và là người đã giết chết sáu quan chức cấp cao của Đức. Hồ sơ của ông vẫn chưa được tiết lộ đầy đủ và sẽ được lưu giữ đến năm 2025 trong kho lưu trữ của FSB. Mãi đến năm 1990, Kuznetsov mới chính thức được công nhận là một đặc vụ của NKVD. Ông đã sử dụng một số bí danh trong các hoạt động tình báo của mình: vd Rudolf Schmidt, Nikolay Vasilyevich Grachyov (Николай Васильевич Грачёв) và Oberleutnant Paul Siebert. Kuznetsov đã được truy tặng danh hiệu Anh hùng Liên Xô.

## Tiểu sử
Kuznetsov sinh ra trong một gia đình nông dân Nga tại Perm Governorate (tỉnh Sverdlovsk ngày nay). Ông học lâm nghiệp tại một trường kỹ thuật và sau khi phát hiện ra khả năng ngôn ngữ của mình, ông đã học các ngôn ngữ Đức, Esperanto, Ba Lan, Ucraina và Mordvinic (đặc biệt là ngôn ngữ Erzya). Năm 1926, ở tuổi 15, Kuznetsov đăng ký vào trường Cao đẳng Nông nghiệp Tyumen nhưng không thể hoàn thành khóa học và phải trở về nhà vì cha ông qua đời. Trong thời gian đó Kuznetsov gia nhập Komsomol. Ở quê nhà, ông đăng ký vào trường đại học lâm nghiệp địa phương nhưng đến năm 1929, Kuznetsov bị buộc tội có nguồn gốc phản cách mạng và bị khai trừ khỏi Komsomol và bị buộc thôi học. Sau khi chuyển đến Kudymkar (Komi-Permyak Autonomous Okrug) năm 1930, Kuznetsov đã được tuyển dụng bởi bộ phận địa phương của OGPU. Năm 1932, ông đăng ký vào Học viện Công nghiệp Sverdlovsk và tiếp tục học tiếng Đức và các ngoại ngữ khác.
Năm 1938, Kuznetsov chuyển đến Moskva và tham gia NKVD. Nhiệm vụ của ông bao gồm đóng giả là một người Đức Volga và thu thập thông tin tình báo về các nhà ngoại giao Đức ở Moskva.
Khi Đức xâm chiếm Liên Xô, Kuznetsov, theo nguyên vọng đề đạt, đã được phái đến để gia nhập các nhóm du kích Liên Xô đang hoạt động tại Ukraina. Năm 1942, ông được kết nạp vào Đảng Cộng sản Liên Xô, chiến đấu với tư cách là thành viên của nhóm du kích "Victor", do Dmitry Medvedev lãnh đạo, ở miền trung và miền tây Ukraine. Kuznetsov phụ trách một số nhiệm vụ khó khăn liên quan đến các vụ ám sát và bắt cóc các quan chức cấp cao của Đức Quốc xã ở khu vực Rivne và Lviv, như các nhiệm vụ ám sát thành công thẩm phán trưởng của Đức tại Ukraina, phó thống đốc Galicia, cố vấn của Reichskommissar Ukraina, ba tướng Đức và những người khác. Kuznetsov được cho là điệp viên đầu tiên phát hiện ra kế hoạch tấn công xe tăng khổng lồ của Đức ở khu vực Kursk, và thông tin về tên lửa V-2 của Đức, cũng như về Chiến dịch Long Jump, kế hoạch của Hitler ám sát những người đứng đầu Liên Xô, Hoa Kỳ và Vương quốc Anh trong Hội nghị Tehran. Kuznetsov hoạt động tại Rivne (thủ đô của Reichskommissariat Ukraina) bằng cách sử dụng danh tính giả của một sĩ quan Đức là Oberleutnant Paul Siebert. Chính Kuznetsov là người đã thu được thông tin về vị trí của trụ sở "Người sói" của Hitler, gần thành phố Vinnytsia.
Theo tài liệu công bố chính thức của Liên Xô, Kuznetsov đã bị giết trong trận đấu súng với các thành viên của Quân nổi dậy Ukraina gần thành phố Brody vào ngày 9 tháng 3 năm 1944. Trong một tài liệu khác ghi lại từ các thành viên cũ của Quân nổi dậy Ukraina, Kuznetsov và các đồng chí đã bị chặn giữ tại làng Boratyn gần Brody, trong quân phục Đức. Để tránh bị phát hiện, Kuznetsov đã tự kích nổ một quả lựu đạn tự sát.
Ngôi mộ của Kuznetsov hiện đặt tại Lviv, Ukraina. Từ năm 2003, một số nỗ lực không thành công nhằm di dời di hài của ông về Nga. Một nỗ lực khác vào năm 2007 đã bị Bộ Ngoại giao Nga đình chỉ vì cho rằng "một động thái như vậy sẽ mở ra một loại hộp Pandora và tạo cho những người theo chủ nghĩa dân tộc Ukraina thực hiện một chiến dịch nhằm di chuyển các ngôi mộ của những người lính Liên Xô khác ở Ukraina." Một nỗ lực nữa vào năm 2018 đã bị chính quyền Lviv đình chỉ, với lý do rằng không thể thực hiện việc cải táng trong khi vẫn còn các tù nhân Ukraina đang bị giam cầm ở Nga sau cuộc can thiệp quân sự của Nga vào Ukraina.

## Di sản

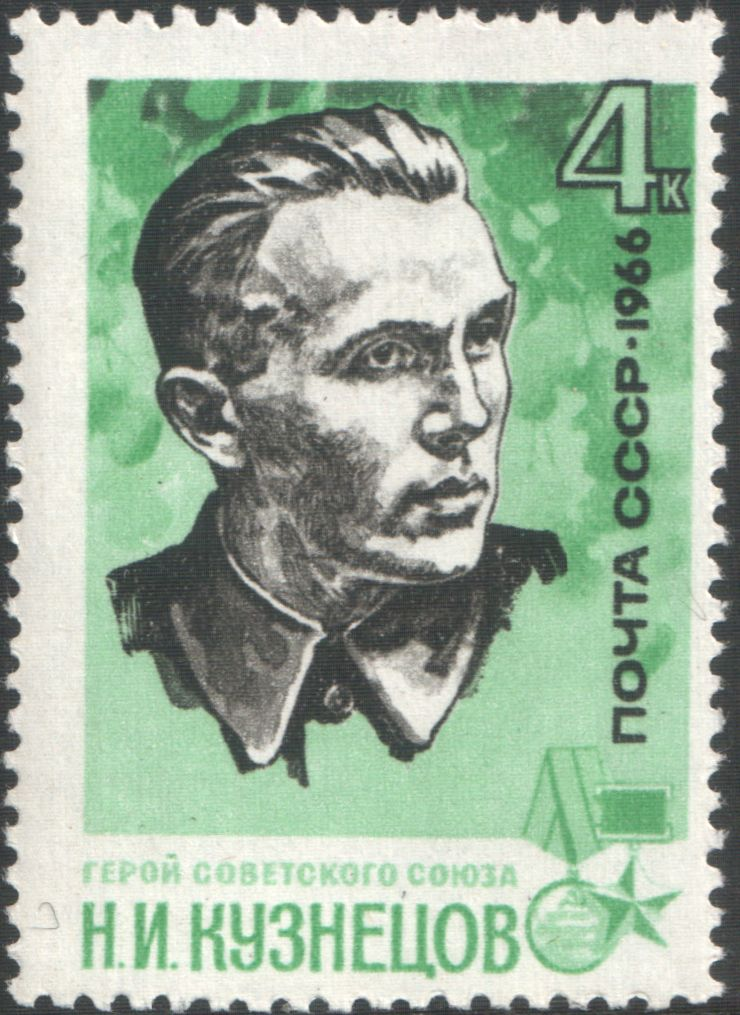
Tem bưu chính 1966 của Liên Xô vinh danh Kuznetsov.

Nikolay Ivanovich Kuznetsov đã được truy tặng danh hiệu Anh hùng Liên Xô. Hành tinh nhỏ 2233 Kuznetsov, được phát hiện vào năm 1972 bởi nhà thiên văn học Liên Xô Lyudmila Zhuravlyova, được đặt theo tên ông. Kuznetsovsk, một thành phố ở Volhynia, được đặt theo tên của điệp viên Liên Xô (được đổi tên vào năm 2016 thành Varash theo luật cấm tên của nguồn gốc Cộng sản).

## Nạn nhân của Kuznetsov
Mục tiêu chính của Kuznetzov, Erich Koch, vẫn sống sót sau Thế chiến thứ hai và vượt xa "kẻ thù" Liên Xô của ông. Y chết già trong một nhà tù Ba Lan năm 1986 ở tuổi 90.
- Vào ngày 20 tháng 9 năm 1943: người đứng đầu bộ phận tài chính của Reichskommissariat Ukraina, Bộ trưởng Hans Gehl, và Tổng thanh tra của ủy ban vùng Rovno, Adolf Winter, bị bắn trên đường phố ở Rivne.
- Vào ngày 15 tháng 11 năm 1943: chỉ huy của Đội quân 740 Đông, Thiếu tướng Max Iigen, bị bắt cóc từ các khu của ông ở Rivne dưới sự giám sát và tham gia trực tiếp của Kuznetsov.
- Ngày 15 tháng 11 năm 1943: Paul Granau.
- Vào ngày 16 tháng 11 năm 1943: Chủ tịch Thượng viện Oberfuhrer Alfred Funk, bị bắn tại tòa án ở Rovno.
- Vào ngày 9 tháng 2 năm 1944: Phó Thống đốc Quận Galicia, Otto Bauer, và thư ký của ông là Heinrich Schneider, đã bắn bên ngoài khu của họ ở Lviv.

According to the Ukrainian Institute of National Remembrance Kuznetzov "carried out provocations against the Ukrainian liberation movement, as a result of which the Nazi invaders executed hostages".

### Những nỗ lực không thành công
- Ngày 20 tháng 4 năm 1943 - Erich Koch
- Mùa hè năm 1943 - Erich Koch
- Ngày 5 tháng 6 năm 1943 - Alfred Rosenberg
- Ngày 30 tháng 9 năm 1943 - Paul Dargel